# Родіоновка (Курманаєвський район)
Родіо́новка (рос. Родионовка) — село у складі Курманаєвського району Оренбурзької області, Росія.

## Населення
Населення — 118 осіб (2010; 164 у 2002).
Національний склад (станом на 2002 рік):
- росіяни — 81 %